# Dziwex
Dziwex – milicyjny kryptonim afery ujawnionej w 1981 roku, dotyczącej nielegalnego umieszczania kobiet z Polski w klubach nocnych we Włoszech.

## Przebieg
Nielegalną rekrutacją zajmowali się specjaliści od choreografii w Zjednoczonych Przedsiębiorstwach Rozrywkowych. Pracę zleciły powiązane z mafią włoskie agencje „Olivero” i „Thea Maggioli”. Kobiety (w zdecydowanej większości blondynki), którym obiecywano pracę w variete, były podstępnie zwabiane do włoskich klubów nocnych, gdzie m.in. tańczyły na rurze i naganiały klientów. Aferę opisał związany z Telewizją Polską tygodnik Antena. Po miesiącu od publikacji artykułu polska milicja aresztowała dwóch Włochów powiązanych z agencją „Olivero”.
Śledztwo prowadziła Komenda Główna Milicji Obywatelskiej, przesłuchano ponad 300 kobiet. W śledztwie ustalono m.in., że kobiety dzieliły się na dwie grupy. Jedne wyjeżdżały z prywatnymi paszportami i pracowały jako prostytutki, inne były wysyłane przez ZPR-y z paszportami służbowymi. Ich pracą miało być zachęcanie klientów do zamawiania drogich trunków, co nosiło znamiona legalności. Ustalono, że Polki pracowały w prowadzonych przez mafię domach publicznych w okolicach Mediolanu i Florencji. Kobietom odebrano paszporty, a swoją odzież musiały opłacać w naturze. Kobiety miały być również brutalnie traktowane przez ochronę, za nieposłuszeństwo miano dziewczynom przestrzeliwać uszy. Śledztwo ustaliło, że do roku 1980 do Włoch wysłano co najmniej 300 kobiet, a przyjmuje się, że ich liczba mogła być aż pięciokrotnie większa. Milicja oceniła, że naganiacze z Polski zarobili co najmniej milion dolarów.

## Proces
Akt oskarżenia sporządzono w roku 1984, a zarzuty dotyczyły handlu żywym towarem, czerpania zysku z nierządu i przestępstwa dewizowe. Dwa pierwsze zarzuty uchylono. Na dwa lata z zawieszeniem został skazany kierownik działu importu i eksportu w ZPR, szeregowych pracowników przedsiębiorstwa skazano na rok pozbawienia wolności z warunkowym zawieszeniem kary. Z uwagi na brak umowy ekstradycyjnej między Polską i Włochami, włoscy uczestnicy afery nie byli sądzeni.